# Lepanthes hirsuta
Lepanthes hirsuta är en orkidéart som beskrevs av Henry August Hespenheide och Donald Dungan Dod. Lepanthes hirsuta ingår i släktet Lepanthes och familjen orkidéer. Inga underarter finns listade i Catalogue of Life.